# Siegfried Günthermann
Siegfried Günthermann (* 1856; † 1886) war ein deutscher Handwerker und Gründer der gleichnamigen Firma zur Herstellung von Blechspielzeug.

## Geschichte
Siegfried Günthermann war der Sohn des Fürther Flaschnermeisters G. P. Günthermann, bei dem er nach Abschluss der Realschule auch in die Lehre ging. In der Zeit zwischen 1869 und 1871 ging Günthermann auf Wanderschaft, musste aber dann wegen einer Krankheit seines Vaters wieder nach Hause zurück. Anschließend ging er nach Nürnberg, wo er auch für die Blechspielwarenfabrik Georg Leonh. Staudt arbeitete.

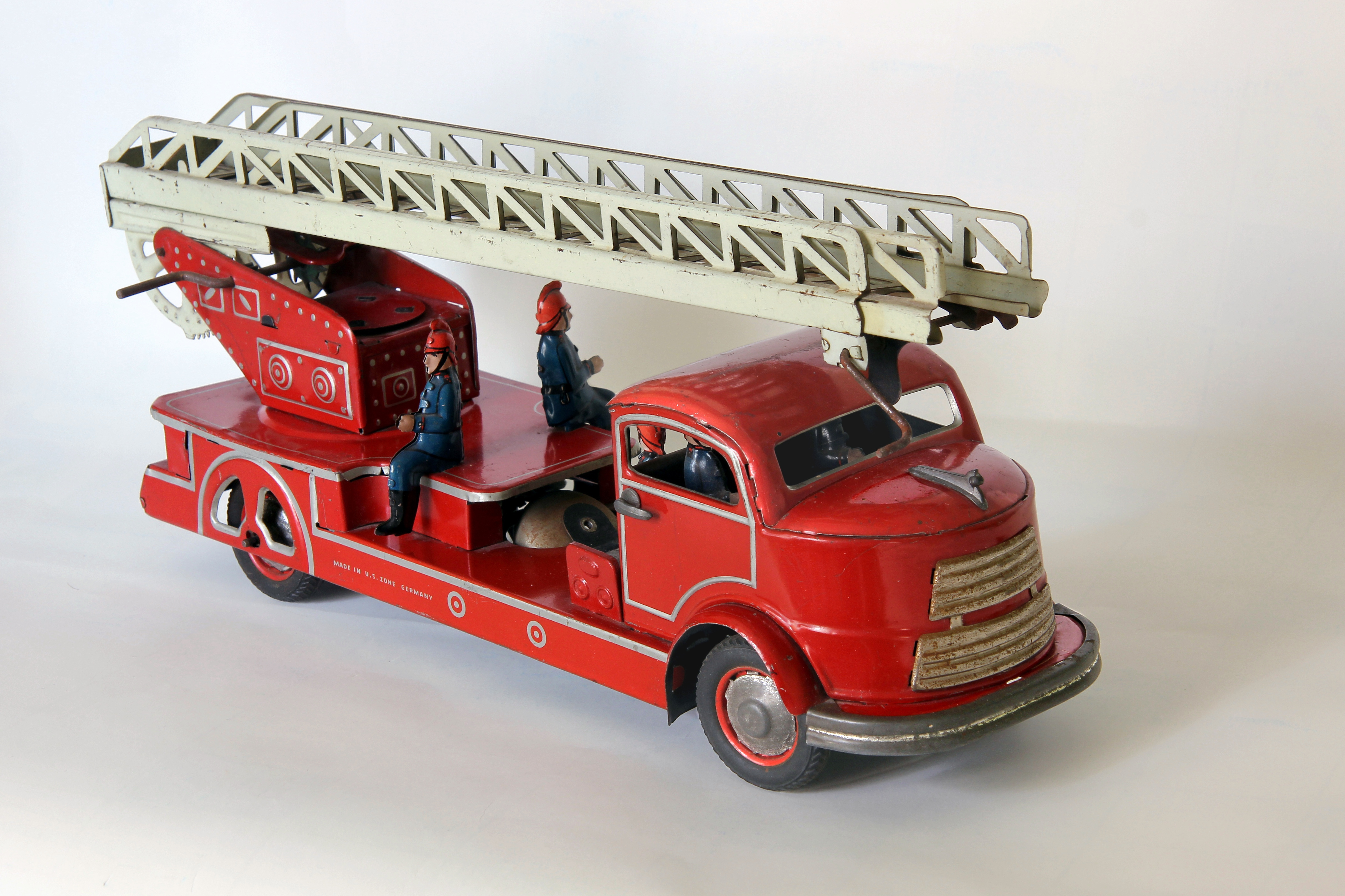
Feuerwehrauto von Günthermann, um 1950

Ab 1877 stellte der Flaschnermeister Siegfried Günthermann als Einmannbetrieb unter dem Firmennamen S. Günthermann – Mechanische Blechspielwarenfabrik Blechspielzeug in Handarbeit in einer kleinen Werkstatt her. Dazu gehörten Reiter auf Rädern, Badewannen und Badezimmer mit kompletter Einrichtung. 1878 expandierte der Betrieb und zog in größere Räumlichkeiten um. Anfangs wurden handlackierte, später auch lithographierte Blechfiguren, Autos, Rennwagen, Kutschen, Bodenläufer und Feuerwehren hergestellt. Der größte Teil der Produktion wurde in die USA ausgeliefert. Anfangs erhielten die Spielzeuge einen Spiralfederaufzug der später durch ein Uhrwerk ersetzt wurde, das zunächst aus dem Ausland bezogen und seit 1883 in Eigenfertigung hergestellt wurde. Großer Beliebtheit erfreuten sich die mechanischen Tiere, Papageien und sonstige Vögel mit Stimmen. 1884 erfolgte ein erneuter Umzug in neue Räumlichkeiten.
Günthermann starb 1886 und hinterließ den Betrieb seiner Witwe Marie geb. Mack. Diese führte ihn zunächst alleine und dann mit ihrem zweiten Ehemann, dem Kaufmann Adolf Weigel weiter. Das Firmensiegel, ursprünglich ein Kreis, in dem auf einem wappenförmigen Hintergrund die Buchstaben „S G“ abgebildet waren, wurde unter Weigel noch um die zusätzlichen Initialen „A W“ ergänzt.
1895 mussten die Geschäftsräume wieder erweitert werden. Das Geschäft florierte, und 1900 begann der Bau neuer Räumlichkeiten, die Mitte 1901 bezogen werden konnten. Zu dieser Zeit hatte das Unternehmen zirka 250 Mitarbeiter.
1920 starb Weigel und hinterließ der Witwe das Unternehmen, dessen Geschäftsführung ein Sohn Weigels übernahm. Dieser setzte auch das alte SG-Firmenzeichen wieder ein.
Nach dem Krieg machte sich das Unternehmen auch im Ausland einen Namen durch detailreiche Modelle von Limousinen, Autobussen, Walzen und Nutzfahrzeugen. Da es in der Familie Günthermann/Weigel keine Nachfolger gab, wurde die Firma 1965 von Siemens übernommen und schließlich aufgelöst.
Spielzeuge aus der Herstellung Günthermanns und seiner Nachfolger sind heute wegen der in der Frühzeit meist kleinen Auflagen begehrte Sammlerstücke und in zahlreichen Spielzeugmuseen vertreten.